# Faustin Twagiramungu

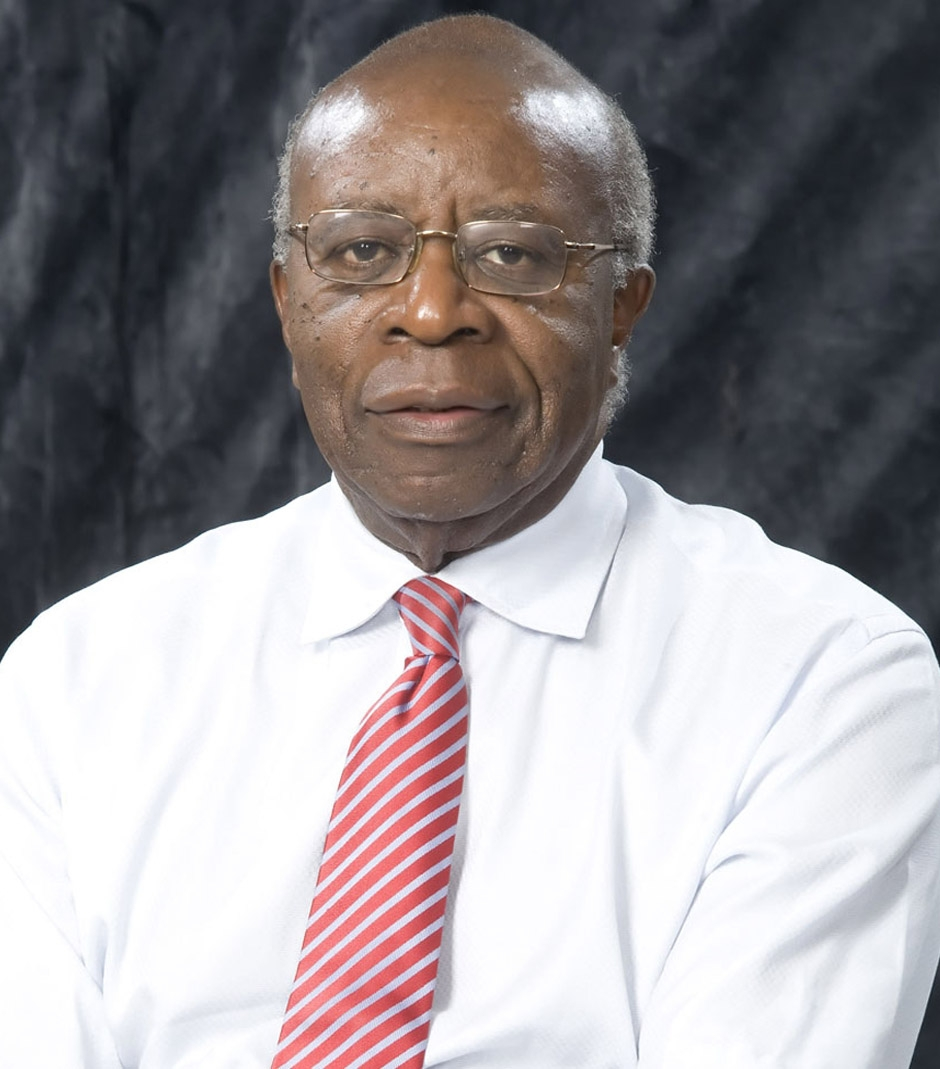
Faustin Twagiramungu

Faustin Twagiramungu (Cyangugu, 14 augustus 1945 – Brussel, 2 december 2023) was een Hutu-politicus in Rwanda. Hij was premier van 1994 tot zijn aftreden in 1995. Hij was de eerste premier nadat het Rwandese Patriotic Front Kigali veroverd had. Na 1995 ging hij bijna tien jaar in ballingschap in België.
Twagiramungu was een onafhankelijke kandidaat in de Rwandese presidentsverkiezingen van 2003. Zijn verkiezingsprogramma had vooral betrekking op volledige werkgelegenheid, regionale veiligheid en progressieve belastingen. Uiteindelijk eindigde hij als tweede, van de drie, na Paul Kagame. Dit resultaat vocht hij in eerste instantie aan en hij beschuldigde Kagame van het voeren van een eenpartijsysteem.
In de jaren zestig studeerde Twagiramungu in Quebec, Canada.
Twagiramungu overleed op 78-jarige leeftijd.